# Piękne dziewczyny
Piękne dziewczyny (ang. Beautiful Girls) – amerykański film obyczajowy z 1996 roku w reżyserii Teda Demmego.
Zdjęcia kręcono w stanie Minnesota (m.in. w Minneapolis, Stillwater, Saint Paul) oraz w Nowym Jorku.

## Opis fabuły
Tommy, Paul i Michael są przyjaciółmi od czasów szkolnych. Wszyscy mieszkają w małym miasteczku w USA, gdzie dorastali. Nadal często spotykają się razem. Ich rozmowy dotyczą głównie kobiet. Tommy zwierza się przyjaciołom z uczucia do Darian, która poślubiła innego mężczyznę, a teraz powróciła do miasteczka. Paul wyznaje, że fascynują go modelki i nie może sobie ułożyć życia ze swoją dziewczyną o przeciętnym wyglądzie. Michael, jedyny, który ma rodzinę, nie może doczekać się, kiedy jego najserdeczniejszy przyjaciel, Willie, przyjedzie na zjazd absolwentów szkoły.

## Obsada
- Matt Dillon – Tommy Rowland
- Noah Emmerich – Michael Morris
- Annabeth Gish – Tracy Stover
- Lauren Holly – Darian Smalls
- Timothy Hutton – Willie Conway
- Rosie O’Donnell – Gina Barrisano
- Max Perlich – Kev
- Martha Plimpton – Jan
- Natalie Portman – Marty
- Michael Rapaport – Paul Kirkwood
- Mira Sorvino – Sharon Cassidy
- Uma Thurman – Andera
- Pruitt Taylor Vince – Stanley Womack